# Stanisław Konasiewicz
Stanisław Konasiewicz, ps. „Leo” (ur. 23 grudnia 1893 w Sokalu, zm. po 27 czerwca 1945) – major administracji Wojska Polskiego, działacz niepodległościowy.

## Życiorys
Urodził się 23 grudnia 1893 w Sokalu, ówczesnym mieście powiatowym Królestwa Galicji i Lodomerii, w rodzinie Bronisława. W latach 1911–1914 uczęszczał do Filii c. k. Gimnazjum w Samborze.
16 sierpnia 1914 w Krakowie wstąpił do Legionów Polskich. Walczył jako szeregowiec w 1 pułku piechoty. 1 marca 1915 został przeniesiony do 2. baterii 1 pułku artylerii na stanowisko telefonisty. 15 września 1917, po kryzysie przysięgowym, został wcielony do cesarskiej i królewskiej Armii i skierowany do szkoły oficerów rezerwy w Ołomuńcu. Po ukończeniu szkoły został mianowany chorążym i wcielony do 30 pułku artylerii polowej, w którym służył do rozpadu monarchii austro-węgierskiej.
3 listopada 1918 w Samborze dobrowolnie wstąpił do Wojska Polskiego. 17 lipca 1919 został formalnie przyjęty do Wojska Polskiego z byłej armii austro-węgierskiej, mianowany podporucznikiem, zaliczony do I Rezerwy armii z równoczesnym powołaniem do służby czynnej na czas wojny i przydzielony do Szkoły Oficerów Artylerii w Rembertowie. Walczył w szeregach 1 pułku artylerii polowej Litewsko-Białoruskiej, późniejszego 19 pułku artylerii polowej jako oficer baterii.
Po zakończeniu działań wojennych pozostał w wojsku jako oficer zawodowy i kontynuował służbę w 19 pułku artylerii polowej w Wilnie na stanowisku I oficera baterii, a następnie dowódcy baterii. 3 maja 1922 został zweryfikowany w stopniu porucznika ze starszeństwem od 1 czerwca 1919 i 341. lokatą w korpusie oficerów artylerii. 1 października 1925 został przeniesiony do 25 pułku artylerii polowej w Kaliszu na stanowisko dowódcy baterii. 3 maja 1926 prezydent RP nadał mu stopień kapitana ze starszeństwem z dnia 1 lipca 1925 i 17. lokatą w korpusie oficerów artylerii. Później pełnił obowiązki kwatermistrza pułku. Z dniem 10 listopada 1932 został przeniesiony do Biura Personalnego Ministerstwa Spraw Wojskowych w Warszawie. Służbę w biurze pełnił przez kolejnych siedem lat, ostatnio na stanowisku kierownika referatu 1 obsad pokojowych w Wydziale IV Obsad Sztabów i Wyższych Dowództw. Na stopień majora został mianowany ze starszeństwem z 19 marca 1938 i 44. lokatą w korpusie oficerów administracji, grupa administracyjna.
20 września 1939 przekroczył granicę RP i został internowany na terytorium Królestwa Węgier. W grudniu 1944 został wydany niemieckim władzom wojskowym. Przebywał w Oflagu III A Luckenwalde i Genshagen. 25 czerwca 1945, po uwolnieniu z niewoli, wrócił do kraju, a dwa dni później został zarejestrowany w Rejonowej Komendzie Uzupełnień Warszawa Miasto.
Był żonaty z Zofią Banko, z którą miał córkę Teresę.

## Ordery i odznaczenia
- Krzyż Niepodległości – 16 września 1931 „za pracę w dziele odzyskania niepodległości”[30][7][31]
- Krzyż Walecznych czterokrotnie[32][33][34][35][36]
- Srebrny Krzyż Zasługi[37]
- Krzyż Zasługi Wojsk Litwy Środkowej – 3 marca 1926[38][39]
- Medal Pamiątkowy za Wojnę 1918–1921
- Medal Dziesięciolecia Odzyskanej Niepodległości[37]
- Srebrny Medal za Długoletnią Służbę[37]
- Brązowy Medal za Długoletnią Służbę[37]